# Veseleț, Horodok
Veseleț (în ucraineană Веселець) este localitatea de reședință a comunei Veseleț din raionul Horodok, regiunea Hmelnîțkîi, Ucraina.

## Demografie
Componența lingvistică a localității Veseleț
     Ucraineană (99,36%)
     Alte limbi (0,64%)
Conform recensământului din 2001, majoritatea populației localității Veseleț era vorbitoare de ucraineană (99,36%), existând în minoritate și vorbitori de alte limbi.